# Čtyři druhy

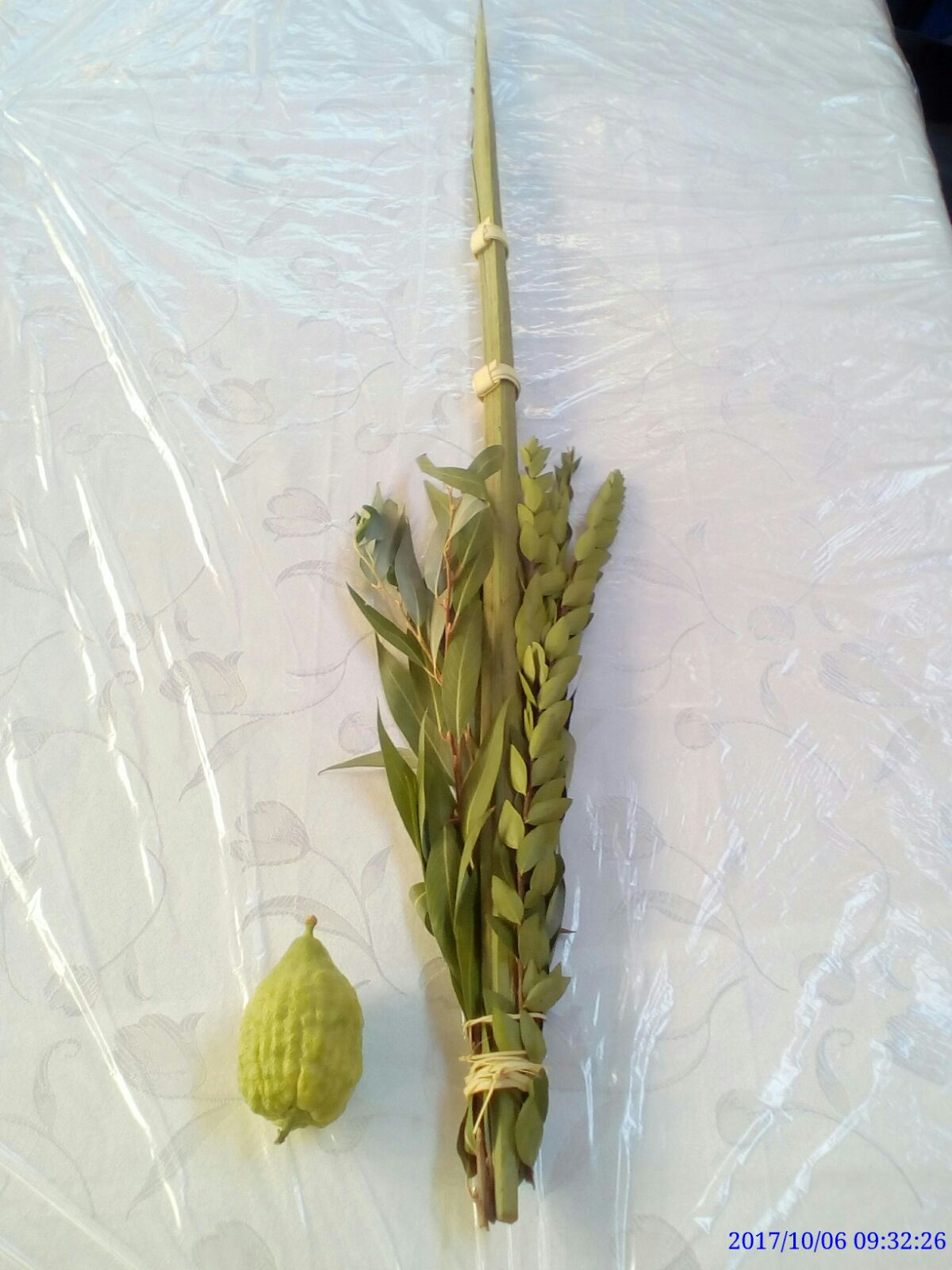
Čtyři druhy

Čtyři druhy (hebrejsky ארבעת המינים‎, arba'at ha-minim, nebo také arba'a minim) jsou rostliny používané při obřadech židovského svátku Sukot. Jedná se o tři druhy větévek a jeden druh ovoce, které jsou společně drženy a s kterými se mává v předepsaných směrech. Mávání čtyřmi druhy je micva předepsaná Tórou.
Čtyři druhy jsou:
- lulav (לולב‎) – palmová ratolest
- hadas (הדס‎) – snítky myrty
- arava (ערבה‎) – větévky z vrby
- etrog (אתרוג‎) – citrusový plod

## Zvyky
Micva mávání čtyřmi druhy pochází z Tóry. V Leviticu se píše:
| „                                             | A vezmete sobě dne prvního plod stromu Hadar, ratolesti palmové a větve stromu Abot a vrby potoční a radujte se před Hospodinem sedm dní. | “ |
| — Leviticus 23:40, překlad rabi Gustav Sicher | |   |

Během existence Chrámu v Jeruzalému se „mávací obřad“ (na'anu'im – נענועים‎) konal v Chrámu během všech sedmi dnů a všude jinde pouze během prvního dne. Po zničení Chrámu nařídil Rabi Jochanan ben Zakaj, že se bude obřad konat všude během všech sedmi dnů svátku Sukot (kromě šabatu), jako připomínka Chrámu.

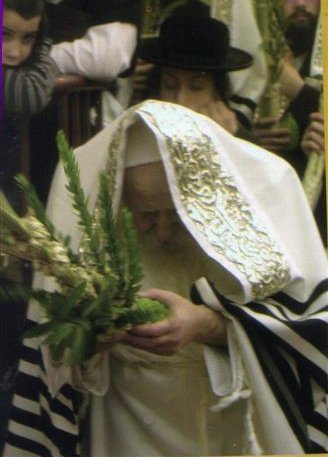
Modlící se žid se čtyřmi druhy

Pro přípravu druhů pro micvu se nejprve palmová ratolest (lulav) sváže dohromady s myrtou (hadas) a vrbou (arava) - tento svazek se někdy označuje jako lulav - v následujícím uspořádání: jedna palmová ratolest je umístěna doprostřed, dva vrbové proutky jsou umístěny nalevo a tři větévky myrty jsou umístěny napravo (toto uspořádání je stejné pro praváky i pro leváky). Tento svazek může být svázán proužky dalších palmových listů nebo být umístěn do speciálního držáku, který je také upleten z palmových listů.
Ve všech případech musí být všechny druhy umístěny do svazku tak jak rostou. Pro etrog to znamená, že stopka by měly být vespod a květ navrchu. To je totiž směr, ve kterém etrog začíná růst, navzdory tomu, že v době, kdy dozrává, obvykle svou vahou visí ze stromu v opačném směru.

## Mávání
Lulav (svazek palmové ratolesti, vrby a myrty) držíme při modlitbě odděleně od etrogu. Praváci drží svazek lulavu v pravé ruce a etrog v levé ruce. Leváci mají jiné zvyky podle jejich příslušnosti. Aškenázští leváci drží svazek lulavu v levé ruce a sefardští leváci drží svazek lulavu v pravé ruce.
Předtím než je proneseno požehnání se etrog obrátí vzhůru nohama, v opačném směru než roste. Důvod pro tuto skutečnost je ten, že požehnání musí předcházet vykonání micvy. Pokud by byly všechny druhy drženy ve směru ve kterém rostou, tak by byla micva naplněna předtím než by bylo proneseno požehnání.
Po pronesení požehnání je etrog otočen a dotyčný/-á spojí své ruce tak, že se etrog dotkne svazku s lulavem. Čtyři druhy jsou poté spojeny a je jimi třeseno na čtyři světové strany, nahoru a dolů, čímž naznačujeme, že všude můžeme hledat Boží přítomnost. Šest směrů pohybu nám také připomíná šest dní, po které tuto micvu plníme, protože na šabat čtyři druhy nepoužíváme.
Další důvod pro mávání čtyřmi druhy všemi směry naráží na skutečnost, že všechny druhy během svého růstu potřebují velké množství vody. Datlová palma (lulav) roste v údolích s vodou, myrta (hadas) a vrba (arava) roste poblíž vodních zdrojů a etrog vyžaduje více vody než jiné ovocné stromy. Vybráním těchto konkrétních druhů a máváním jimi ve všech směrech, židé symbolicky volají pro hojných srážkách pro všechnu vegetaci na Zemi v následujícím roce.
Obřad mávání se může konat v synagoze nebo v soukromí suky během celého dne. Ženy i dívky mohou vykonat micvu mávání svazku lulavu a etrogu, ačkoliv podle halachy nemají povinnost. Z tohoto důvodu je také v sefardské tradici rozšířen názor, že ženy nemají nad máváním pronášet požehnání.[zdroj?]
Mávání se provádí také během ranních bohoslužeb v synagoze, nejprve samostatně a poté během recitování halelu.
Po halelu následuje v synagoze obřad hakafot, při kterém věřící obcházejí bimu se čtyřmi druhy v ruce, zatímco recitují speciální úpěnlivé prosby zvané hošanot (podle refrénu liturgické poezie Hoša na - „Zachraň, prosím!“). Od prvního po šestý den Sukot je dokončen vždy jeden okruh. Během Hošana raba, sedmého a posledního dne Sukotu je vykonáno sedm okruhů.

## Symbolika
Existuje několik vysvětlení, proč právě tyto druhy byly vybrány pro micvu. Midraš raba popisuje symboliku s ohledem na to, zda jednotlivé druhy mají nebo nemají chuť a vůni, které korespondují s Tórou a dobrými skutky. Symbolika je následující:
- etrog - voní i chutná - představuje tedy dobrého člověka,
- datle (lulav) - chutná, ale nevoní - představuje člověka moudrého, který se ovšem nechová tak, jak by měl,
- myrta (hadas) - krásně voní, ale nechutná - představuje hodného, ale hloupého,
- vrba (arava) - nevoní ani nechutná - představuje nevzdělaného člověka, který se neumí ani slušně chovat.[1]

Druhé vysvětlení nachází čtyři druhy k částem lidského těla. Každý druh je podobný k následujícím orgánům:
- datle (lulav) – svým tvarem připomíná páteř,
- myrta (hadas) – svými lístky připomíná oči,
- vrba (arava) – svými lístky připomíná ústa,
- etrog – svým tvarem připomíná srdce.[2]

Podle Zoharu čtyři druhy symbolizují sedm dolních sefir: tři myrtové větévky odpovídají sefirám Chesed, Gevura a Tif'eret, dvě vrbové větévky sefirám Necach a Hod, přičemž pravá a levá pozice těchto sefir na sefirotickém stromu v kabalistické antropomorfní symbolice odpovídá nohám Adama Kadmona, palmová ratolest pak představuje sefiru Jesod a citrusový plod sefiru Malchut.

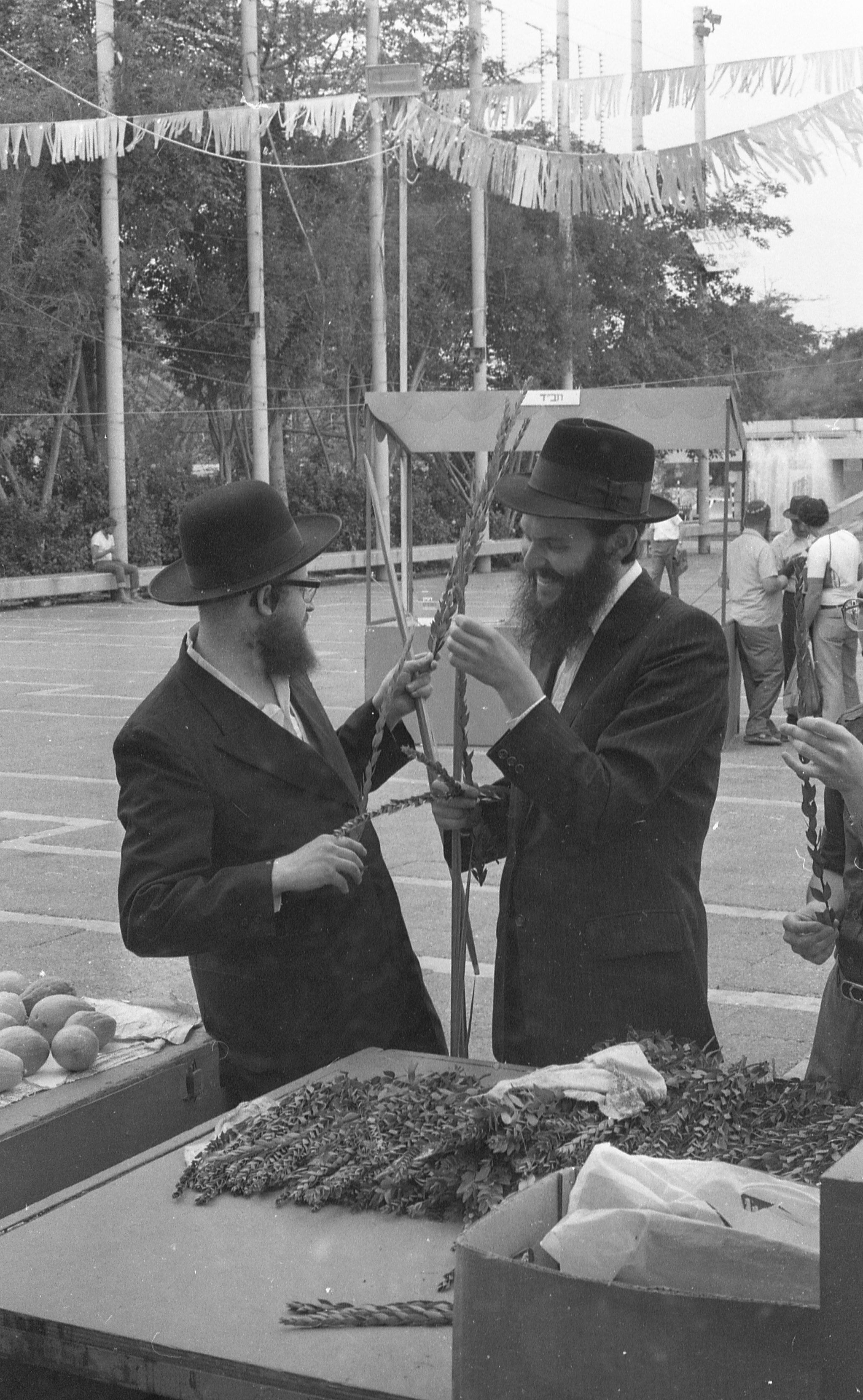
Býk čtyři druhy ze sbírky Dan Hadani, Národní knihovna Izraele.